# Транквиллицкий, Николай Иванович
Николай Иванович Транквиллицкий (22 июня 1902, Симбирская губерния, Российская империя — 31 августа 1968, Москва, СССР) — советский архитектор, один из ярких представителей архитектурной школы советского конструктивизма, член Союза архитекторов СССР, автор многочисленных архитектурных проектов 1920-х—1960-х годов.
Родился в селе Неклюдово Ардатовского уезда Симбирской губернии в семье священника и учительницы.

## Образование
С 1912 по 1920 год учился в Реальном училище города Алатырь.
С 1921 по 1927 года был студентом Московского технического училища, инженерно-строительного факультета. Получил диплом инженера-строителя по архитектурно-строительной специальности. С 1924 года, будучи студентом старших курсов, работал в качестве помощника архитектора.

## Карьера в довоенные годы
С 1927 года работал архитектором, а затем главным архитектором и начальником проектного отдела треста «Ореховострой», в Государственной строительной конторе Орехово-Зуевского Уисполкома. За 3 года работы по проектам Транквиллицкого было построено около 20 объектов: в г. Орехово-Зуеве жилые 4-5-этажные дома (1927—1931 гг.), ясли (1928 г.), школы (1930 г.), фабрика-кухня (1930 г.), баня-прачечная (1931 г.); в г. Дрезне диспансер (1928 г.); в г. Ликине школа-десятилетка (1930 г.), а также ряд промышленных объектов и клуб на 400 чел. при фабрике Подгорная Мануфактура (1930 г.) Ореховского района.
Многие проекты этого времени выполнены в стиле конструктивизма.
С 1930 года — главный архитектор по проектированию фабрик-кухонь и пищевых комбинатов советских городов в тресте Гипропит г. Москвы. Получил 1-ю премию на Всесоюзном открытом конкурсе за проект фабрики-кухни в 1932 г. Здания построены в четырёх городах Советской Украины: Харькове, Мариуполе, Днепропетровске и Днепродзержинске, а также в БССР в Минске и ряде городов СССР.
В это же время принимал участие в коллективном закрытом конкурсе на проектирование и строительство Дворца культуры металлистов в г. Москве (1931 г.).
С 1933 по 1934 год зачислен автором-архитектором в Управление по проектированию строительства Дворца техники в г. Москве
 — коллективный проект с участием Транквиллицкого получил высшую оценку и был принят к строительству, однако позже был заморожен и ликвидирован.
С 1934 по 1941 год работал в системе Управления по Делам Архитектуры Мосгорисполкома в должности автора-архитектора 7-й Архитектурной мастерской Моссовета под руководством К. С. Мельникова. Участвовал в реконструкции города Москвы по Генеральному плану реконструкции Москвы. Вместе с Мельниковым К.С., Лебедевым В.М. и Хохряковым Н.А. принимал участие в заказных бригадных проектах, в т.ч. здания Наркомтяжпрома в г. Москве, а также в проекте застройки жилыми домами Котельнической набережной.

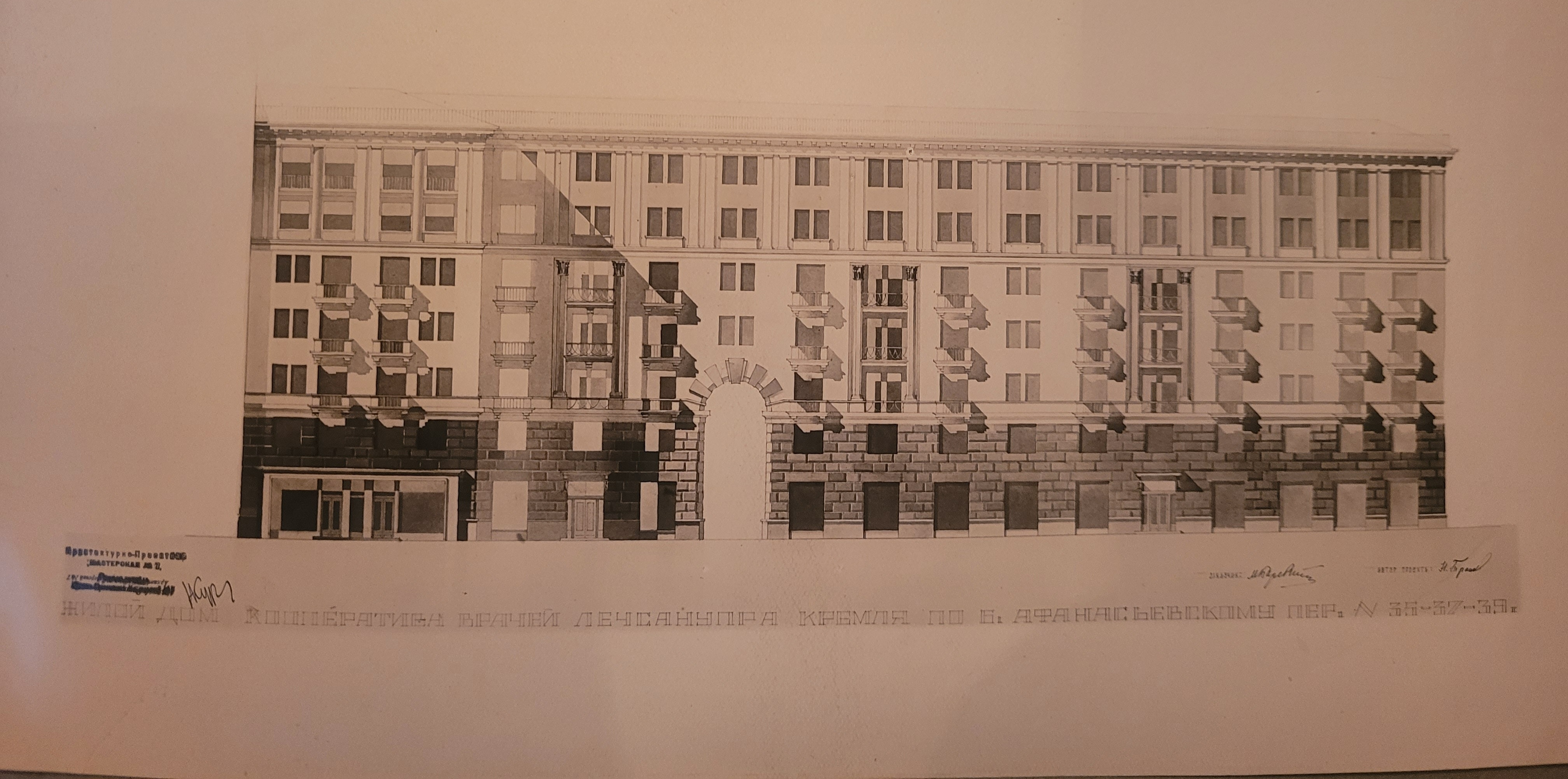
Проект жилого дома на Б. Афанасьевском пер. N° 35-37-39, г. Москвы, с подписью Н. И. Транквиллицкого. Из семейного архива Н. И. Транквиллицкого.

За этот период по проектам Н. И. Транквиллицкого были возведены следующие объекты в г. Москве:
— в 1936 г. по заказу Наркомздрава СССР построен новый корпус II-ого Московского Государственного Медицинского Института на Малой Пироговской ул., а в 1938 г. прилегающий к нему Анатомический театр в пер. Хользунова. За проект Института Транквиллицкий был премирован Г. Каминским, Народным комиссаром Здравоохранения. Проекту посвящено приложение Архитектурной газеты.
— в 1937 г. построен Центральный Научный Контрольный институт Наркомздрава СССР по адресу Сивцев Вражек д.41 на базе существующего левого крыла Мужской гимназии З. И. Шамониной (1884, архитектор К. И. Андреев);
— в 1938 г. построены Коктейль-холл и магазин «Сыр» на ул. Горького (соавтор проекта Н.А. Хохряков);

В довоенное время по проектам Транквиллицкого были также построены опытный крупно-блочный жилой дом на Мытной улице в Москве в 1934 г. и дом отдыха в Бодайбо для Государственного всесоюзного Ленского золотопромышленного треста «Лензолото» в 1936 г.
Транквиллицкий участвовал в ряде крупных конкурсных проектов, которые по разным причинам не были осуществлены: жилые дома на 1-й Мещанской ул., жилой дом для врачей и профессоров Лечсанупра Кремля на Большом Афанасьевском переулке, проекты фонтанов для МОССХ, проект типовых школ, типовых дач для Моссовета, дач для членов коллегии и дома отдыха для сотрудников Наркомлегпрома. В 1940 г. Транквиллицкий принимал участие в проектном задании по реконструкции Никитского бульвара, Арбатской площади и Гоголевского бульвара.

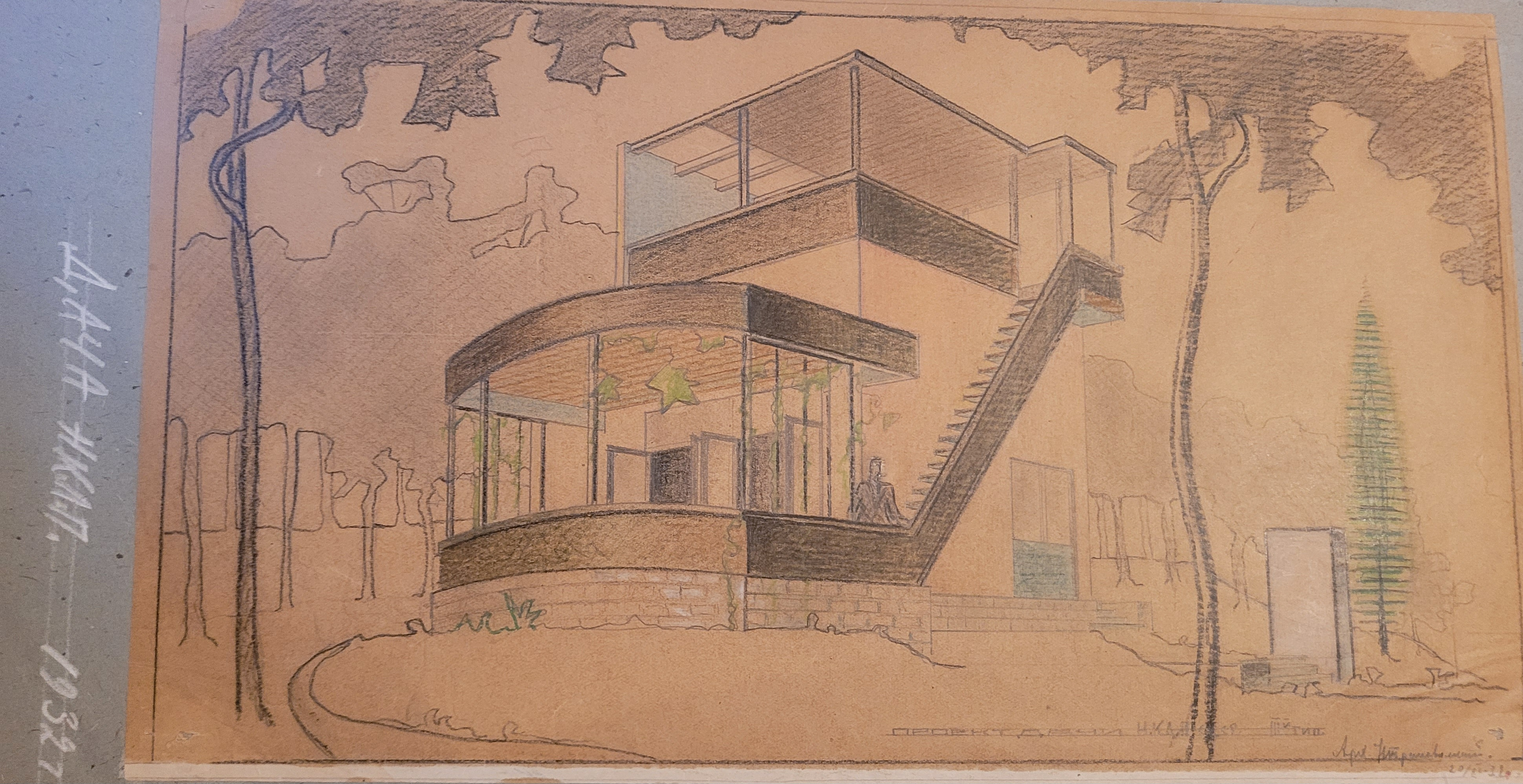
Один из проектов дачи Наркомлегпрома, 1932 г. Из семейного архива Н. И. Транквиллицкого

Также в середине 1930-х годов работал над проектом надстройки домов на Зацепском Валу для ГАУ НКВД. Начало работ отодвинули до октября 1941 г., а к надстройке домов приступили только в конце 1940-х годов, уже при заказчике в лице Хозяйственного управления Совета министров СССР. В 1947 г. Транквиллицкий Н. И. создал новый вариант фасада дома N°5 и угловой пристройки.

## Годы Великой Отечественной войны
В июле 1941 г. Н. И. Транквиллицкий ушёл добровольцем на фронт с войсками народного ополчения. Участвовал в крупных сражениях на р. Десна в районе г. Ельни в качестве командира миномётного взвода. 3 октября 1941 г. его дивизия после тяжёлых боев попала в окружение. Из записей Н. И. Транквиллицкого:
 «Наш взвод израсходовал все мины и сражался в рукопашных боях, пытался прорваться в Брянские леса, был полностью уничтожен, и только два человека при форсировании реки вплавь в ледяной воде в состоянии полной изможденности были захвачены силой в плен».
 В плену находился всё время в лагерях: в Рославле (Смоленская область, РСФСР), Борисове (БССР), в лагере 336/Z в Кальварии (Литовская ССР) и в лагере для штрафников в Австрии. Из личного дневника: «За это время был очевидцем всех ужасов лагерной жизни, массовой гибели военно-пленных от голода, эпидемий и расстрелов. Несколько раз был под расстрелом за участие в побегах, за что и был направлен в изолированный офицерский штрафной лагерь „Чёрный лагерь“ в Австрии, откуда и был освобожден частями Красной Армии. Демобилизовался в конце 1945 г. Пролежал в госпитале около шести месяцев[…]» При возвращении из лагеря был высажен с другими военнопленными вблизи г. Дрогобыч, где провёл несколько недель в ожидании разрешения вернуться домой в Москву. Это стало возможным благодаря стараниям сына, Транквиллицкого Ю. Н., приехавшего за отцом со справками и свидетельствами от известных московских архитекторов, в том числе от А. В. Щусева, подтверждающими необходимость возвращения Транквиллицкого для работы в Москве. Награжден медалью «За победу над Германией».

## Карьера в послевоенные годы
С января 1946 г. по октябрь 1947 г. Транквиллицкий работал в Государственных Архитектурных мастерских при Комитете по делам архитектуры при Совете Министров СССР на должности старшего архитектора. В этот период он принимал участие в ряде закрытых конкурсных проектов, из которых Комитетом по делам архитектуры были отобраны как типовые для строительства в районах, подвергшихся немецкой оккупации : почта и госбанк, жилой дом (коттедж), школа ФЗО на 400 чел. учащихся, проект колхозного центра.
В октябре 1947 г. перешёл на работу в проектный институт Гипрокинополиграфа при Министерстве кинематографии СССР, а впоследствии при Министерстве культуры СССР, на должность главного архитектора проекта Большого Мосфильма. С 1952 г. Гипрокинополиграф занимался проектированием киностудий по постановлению Правительства СССР о реконструкции киностудий Москвы, крупнейших культурных центров страны и столиц Союзных республик. По проектам Н. И. Транквиллицкого и под его руководством были построены следующие объекты, представляющие из себя сложный комплекс сооружений:
— реконструкция ордена Ленина киностудии Ленфильм на Кировском проспекте
— киностудия в г. Баку Азербайджанской ССР (проект принят к строительству в 1952 г.)
— Моснаучфильм в г. Химки
— национальный киноцентр в г. Бухаресте в Румынии (строительство в 1951—1957 гг.)
— национальный киноцентр в г. Софии в Болгарии (1950 г.)
— киностудия в г. Тиране в Албании (1953 г.)
— проект здания киностудии «Большого Мосфильма» на Ленинских Горах (1948—1957 гг.). Утвержден правительством и Архитектурно-планировочным управлением Моссовета.
Транквиллицкий был премирован за свой проект открытого конкурса (1956 г.) по созданию типовых широкоэкранных кинотеатров на 1200 мест.
Имеется личное дело в РГАЛИ, ф. 2466 оп. 5 ед. хр. 870